# HD 95072
HD 95072, TOI-1776 — одиночная звезда в созвездии Большой Медведицы на расстоянии приблизительно 146 световых лет (около 44,7 парсек) от Солнца. Визуальная звёздная величина звезды — +8,26m.
Вокруг звезды обращается, как минимум, одна планета.

## Характеристики
HD 95072 — жёлтый карлик спектрального класса G5. Масса — около 0,942 солнечной, радиус — около 0,924 солнечного, светимость — около 0,844 солнечной. Эффективная температура — около 5636 K.

## Планетная система
В 2024 году группой астрономов было объявлено об открытии планеты TOI-1776 b.
В 2019 году учёными, анализирующими данные проектов Hipparcos и Gaia, у звезды обнаружена планета HIP 53688 c.